# 飛騨にゅうかわ温泉
飛騨にゅうかわ温泉（ひだにゅうかわおんせん）は、岐阜県高山市丹生川町久手にある温泉。

## 泉質
- 含硫黄-ナトリウム-炭酸水素塩泉
  - 泉温　33.3℃
- 源泉温度が低いため、加温・循環濾過方式にしている。

## 温泉地
乗鞍岳の山麓に広がる飛騨ほおのき平スキー場内に位置する。
標高1200メートルの高所に一軒宿の「宿儺の湯　ジョイフル朴の木」が存在する。日帰り入浴可能。

## 歴史
- 1990年（平成2年）12月　- 開業

## アクセス
- 中部縦貫自動車道高山ICより国道158号経由、車で35分。

- JR高山本線高山駅下車、高山濃飛バスセンターより新穂高温泉、平湯温泉行きで40分。バス停「ほおのき平スキー場」下車。